# Anthelia fallax
Anthelia fallax is een zachte koraalsoort uit de familie Xeniidae. De koraalsoort komt uit het geslacht Anthelia. Anthelia fallax werd in 1912 voor het eerst wetenschappelijk beschreven door Broch. 